# Laura Garrone
Laura Garrone (Milaan, 15 november 1967) is een tennisspeelster uit Italië.
In 1985 won Garrone de meisjesfinale van Roland Garros, en in het vrouwenenkelspel kwam ze dat jaar tot de derde ronde.
Tussen 1985 en 1992 speelde ze 16 partijen voor Italië op de Fed Cup.
In 1992 speelde Garrone op de Olympische zomerspelen, zowel op het enkel- als op het dubbeltoernooi.